# Arthur Ladwig
Arthur Ladwig (* 9. März 1902 in Berlin; † 10. Juli 1944 im Zuchthaus Brandenburg) war ein deutscher Kommunist und Widerstandskämpfer gegen den Nationalsozialismus.

## Leben

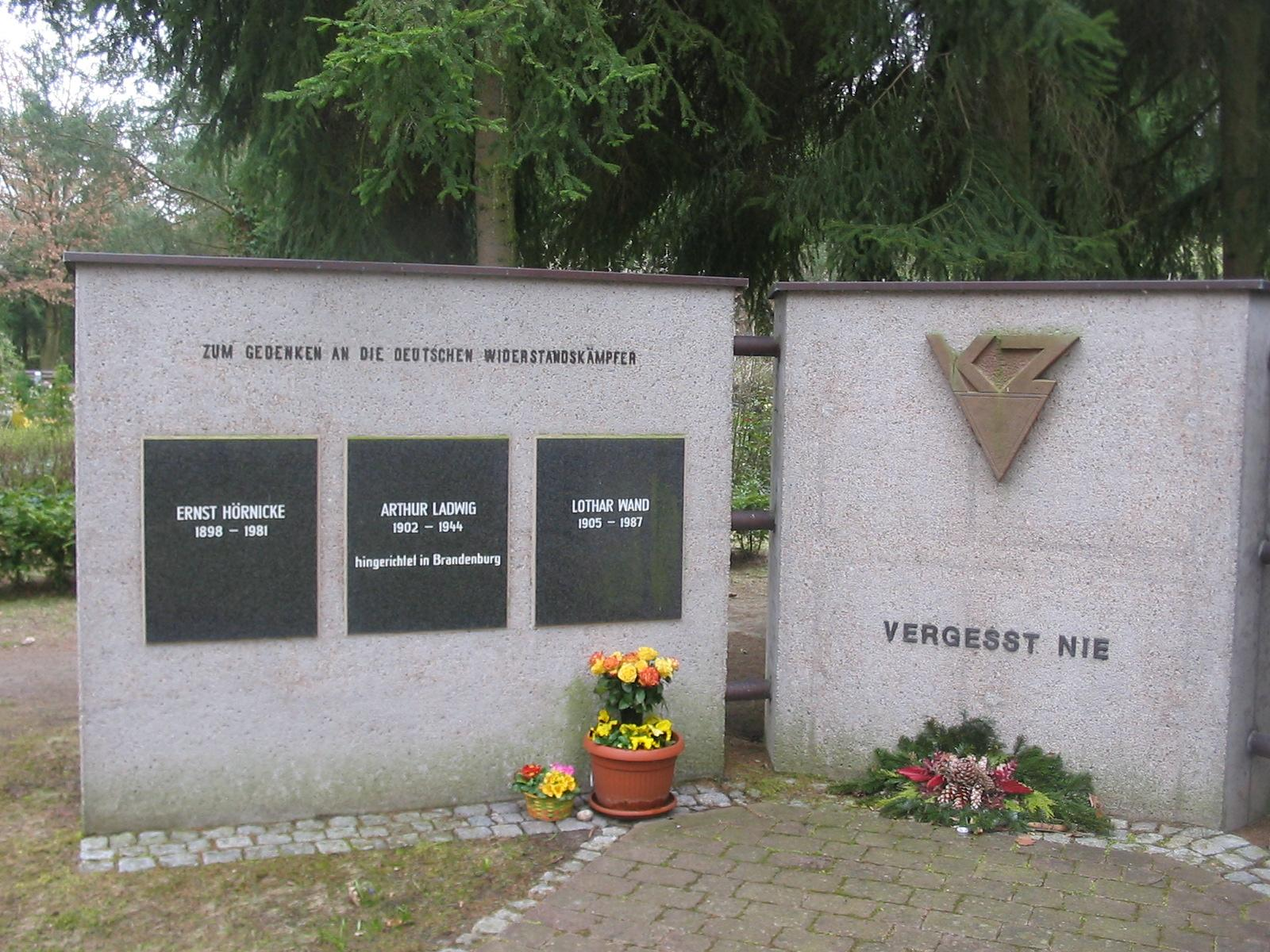
Gedenkstein auf dem Friedhof Ludwigsfelde

Arthur Ladwig ging in Berlin-Friedrichshain zur Schule und trat der Jugendorganisation der KPD 1925 bei. 1928 wurde er Parteimitglied der KPD. Er ließ sich zum Metallarbeiter ausbilden, hatte aber zunehmend Probleme wegen seiner politischen Aktivitäten und verlor mehrmals seine Stellung.
Nach 1933 wurde Ladwig mehrmals verhaftet und im Zusammenhang mit Aktionen der KPD verhört. Ihm selbst konnte nichts nachgewiesen werden, so dass er 1941 eine Anstellung im Flugzeugmotorenwerk in Genshagen-Ludwigsfelde antreten konnte.
Er organisierte gemeinsam mit dortigen Arbeitern eine Gruppe des Kampfbundes. Solche Gruppen, Kampfbund genannt, versuchten die Produktion von Rüstungsgütern zu verzögern und verbreiteten regimefeindliche Flugblätter unter den Arbeitern. Von Genshagen-Ludwigsfelde aus sollen auch Kontakte zu einer benachbarten Gruppe bestanden haben. Sie agierte in der Berliner Maschinenbau AG, vorm. L. Schwartzkopff. Ihr führender Kopf war Otto Grabowski. Weitere Kontakte bestanden zur Spitze des Kampfbundes in Berlin, darunter zu Erich Prenzlau. Ladwig erhielt zunächst den Auftrag, dem gesuchten Niederlehmer Kampfbund-Mitglied Paul Schulze bei sich Unterschlupf zu gewähren und ihn sodann bei der Emigration nach Puchberg / Österreich zu begleiten, was Ladwig auch tat. 1943 wurde die Gruppe um Ladwig von den Sicherheitsbehörden infiltriert und daraufhin verraten. Am 21. Mai 1943 wurden sie von der Geheimen Staatspolizei an ihrem Arbeitsplatz verhaftet. Wie viele Mitglieder die Genshagener Gruppe umfasste, steht nicht genau fest.
Ladwig und 20 weitere Angeklagte, darunter Otto Grabowski, die man der Mitgliedschaft im Kampfbund verdächtigte, wurden vom Volksgerichtshof am 30. März 1944 unter Vorsitz von Roland Freisler zum Tode verurteilt. Ladwig starb am gleichen Tag wie Otto Grabowski durch das Fallbeil.

## Gedenken
Zur Erinnerung an Arthur Ladwig wurden in der DDR das Motorisierte Schützenregiment 2 der NVA in Stahnsdorf, ein Bataillon der Kampfgruppen im VEB IFA Werke Ludwigsfelde, das Klubhaus und eine Erweiterte Oberschule in Ludwigsfelde nach ihm benannt.
Heute führt in Ludwigsfelde eine Straße den Namen Arthur Ladwig.